# A Time of Day
A Time of Day – studyjny album szwedzkiej grupy rocka progresywnego Anekdoten wydany w 2007 roku.

## Lista utworów
1. "The Great Unknown" (6:22)
2. "30 Pieces" (7:13)
3. "King Oblivion" (5:02)
4. "A Sky About To Rain" (6:29)
5. "Every Step I Take" (3:06)
6. "Stardust And Sand" (4:29)
7. "In For A Ride" (6:47)
8. "Prince Of The Ocean" (5:30)

## Muzycy
- Nicklas Barker - śpiew, gitara, instrumenty klawiszowe, melotron
- Anna Sofi Dahlberg - śpiew, melotron, skrzypce, instrumenty klawiszowe
- Jan Erik Liljeström - śpiew, gitara basowa
- Peter Nordins - instrumenty perkusyjne

Gościnnie:
- Gunnar Bergsten - flet